# 여고생 콘크리트 살인 사건
여고생 콘크리트 살인사건(일본어: 女子高生コンクリート詰め殺人事件 조시코세이 콘쿠리토 즈메사쓰진지켄[*])은 1988년 11월 26일부터 1989년 1월 4일까지 일본 도쿄도 아다치구 아야세에서 일어난 유괴·약취, 감금, 윤간, 폭행, 살인, 사체 유기 사건의 통칭이다. 사건번호는 헤이세이 21058이다.
주 2회의 아르바이트를 마치고 귀가 중이던 여고생을 납치, 감금한 뒤 온갖 끔찍한 고문 및 가혹행위, 성폭행으로 피해자를 괴롭혔으며 배설물, 쓰레기, 곤충을 먹게 한 뒤 말할수 없을 정도의 잔혹하고 처참한 고문으로 피해자를 타살했다. 타살한 시신은 드럼통에 넣은 뒤 콘크리트를 부어 암매장했으나, 이상한 냄새를 감지한 행인의 제보로 사건이 드러나게 됐다. 이 사건은 가해자가 모두 소년이면서도 범죄 내용이 중대·악질적이며, 범죄 기간도 장기적이며, 처벌이 미약하다는 점, 여고생 소녀가 감금되었다는 사실을 눈치채고 있었던 주위의 목격자들도 피해자들을 구하지 않았다는 점 등으로 일본 사회에 큰 충격을 주었으며, 사건자체가 매우 잔인하고 엽기적인 탓에 현재까지 사람들 사이에서 자주 재조명되고 있는 사건이다.
해외의 웹에서는 인류역사상 존재했던 가장 가학적이고 변태적인 범죄에서 15년이상 압도적인 차이로 1위에 랭크되어 있다.

## 사건의 경과

### 사건의 배경
사건 현장이 된 가정은 부모님이 맞벌이로 인해 집이 비어있는 상태가 많았고, 가정 불화로 인한 폭력으로 부모들은 자식을 무서워 해, 자택 2층 거실은 불량 청소년 집단의 아지트가 되어 있었다.

### 범죄
1988년 11월 25일, 리더격인 미야노 히로시(宮野裕史, '대장', '소년 A', 당시 18), 부 리더 격인 오구라 유즈루(小倉譲, '소년 B', 17)를 비롯, 미나토 신지(湊伸治, '소년 C', 15), 와타나베 야스시(渡邊恭史, '소년 D',16) 등을 위시한 여러 명의 소년들은 아르바이트를 마치고 귀가 중이던 여고생 후루타 준코 (古田順子, 당시 17세)를 납치하여 미나토 신지의 자택 2층 거실에 감금하고 40일 이상에 걸쳐 최소한 5백~8백회가 넘는 강간 행위나 가혹한 폭행을 반복했다. 그 결과로 후루타는 사망했고, 1989년 1월 5일 사망을 눈치채어 시체의 처리에 곤란을 느낀 가해자들은 사체를 드럼통에 넣어 콘크리트로 채워 도쿄도 고토구 와카스에 있는 매립지에 유기했다.
이후 주변에서 이상한 부패한 냄새가 난다는 행인들의 제보가 경찰관서에 접수되었고, 그 해 3월 29일, 네리마 소년 감별소에서 다른 사건으로 인한 강간, 절도 등의 혐의에 의해 소년감호소에 보내진 가해자의 진술로 피해자의 사체가 발견되면서 사건의 실체가 공개되었다.

#### <17세, 악의 이력서>에 나오는 그들이 저지른 범행의 일부
17살의 여학생을 하교길에 납치한 뒤 그들의 아지트(소년C의 2층집)로 끌고가 수시간 폭행을 가했고, 신고를 한다거나 하면, 야쿠자가 가족을 몰살시킬 거라고 겁을 준 뒤, 공중전화로 집으로 전화하여 친구 집에 있으니, 걱정말고 신고같은 것을 하지 말라고 하여 부모님을 안심시켰다. 그 뒤 그 여학생을 윤간한 뒤, 무참히 폭행했다. 그 여학생은
한달만에 5백~8백회의 집단 강간
하루 18시간 이상의 폭행과 성적 고문 등을 당했고, 집에 돌려보내달라고 요구를 하면 그 폭행은 더욱 심해졌다. 그 여학생은 신고를 시도한 적이 있으나, 발각되어 전화가 끊긴 뒤, 역탐지하여 다시 걸려온 경찰의 전화에 장난 전화였다며, 무마시켰다. 그 뒤 그 여학생은 무자비한 폭행을 당해야했고, 신고의 엄두조차 내지 못했다.
입과 귀, 질과 항문에 대형 폭죽에 점화해서 몸안으로 꽃아놓고 동시에 터뜨려서 폭발하도록 해서 고통에 비명과 절규하는 피해자 여성을 억지로 웃도록 강요하고 웃지 못하면 웃을 때까지 구타하고 맞아서 내부장기가 파열되고 온몸에 터져나오고 쏟아지는 피고름을
모조리 먹였다.
소녀를 냉장고에 2~4시간씩 들어가게 하는 것을 비롯하여 물과 음식을 주지 않고, 고통스러워 하는 모습을 즐기다가 우유와 건포도를 먹이자 몸이 반응하지 못하여 토해내면, 더럽다며 구타하고, 손, 발, 정강뼈, 무릎 등에 라이터 기름을 발라 불을 질러 고통스러워하며 발버둥치는 모습을 즐기며, 그것을 끄기위해 몸부림치는 것을 하지 말라며 폭행하고, 그 불이 꺼지면 다시 불을 붙였다.
이 행위로 인해 소녀는 자력으로 일어서지 못하게 된다. 또한 술을 억지로 다량 먹여 고통스러워하며 토해내는 모습을 즐기고 더럽다며 폭행했으며, 항문과 생식기 등에 불꽃을 안쪽으로 꽂아놓고 터뜨렸고(부검 당시 그 여학생의 대장에 심각한 화상이 있었다고 한다.), 성기와 음핵과 항문을 라이터와 담배로 불을 질러 지졌으며, 성기와 항문에 큰 병을 억지로 넣고 빼는 걸 반복했다.(부검 당시 오로나민C 병 1개는 성기에, 두 개는 항문에 꽃혀있었으며, 이는 심각한 출혈을 유발한다.) 또한 이외에도 달군 백열등, 쌍절곤, 목검, 담배, 쓰레기 등도 성기와 항문에 넣었으며, 성기에 유리잔을 쑤셔넣고 그 안에서 깨지게 하기도 했다. 또한 성기와 항문을 성냥으로 불태우기도 했다. 고통스러워하는 여학생에게 웃으라고 강요하여 웃지 않으면 무자비한 폭행을 가했다. 또한 성기에 드릴을 넣어 자궁을 갈았다. 여기서 끝이 아니다. 그 여학생의 안면을 구타해 코 높이까지 부어오른 볼과 눈 부분에 촛농으로 양초를 고정해 놓고, 성 경험이 없었던 여학생의 성기와 항문에 온갖 이물질과 벌레 등을 삽입했으며, 심지어 페트병까지 넣었다. 소녀의 부검 당시 안면부도 형태를 알아볼 수 없을 만큼 손상되어 있었다.
인간이 견딜 수 있는 한계를 넘어선 아득히 넘어서는 한도 끝도 없는 고통에
피해여성은 사람의 소리가 아닌듯한 굉음과 비명, 절규를 했지만 그때마다 범인들은 시끄럽다며 복부와 안면을 때리고 짓밟는 등 더욱더 격렬하게 폭행했다.
시신 발견당시 그녀의 뇌는 형용할 수조차 없는 공포와 고통으로 인해 테니스 공보다 작은 크기까지 쪼그라들어 축소되어 있었으며 생전에 자체적인 뇌기능 정지가 일어났을 것이 확실했다고 한다.
성기와 항문 부분은 더욱 심각했다고 한다.(성기와 항문이 구멍 하나로 보였다고 한다. 더욱이 성기와 음핵부분은 거기다 말도 안 되는 짓을 너무 저지른 탓에 쌔까맣게 변해 제 기능을 수행 못하게 되었다.) 여학생은 그들의 요구에 알몸으로 춤과 노래를 해야했고, 미친 행동을 해보라는 등 엽기적인 것들을 시켰다. 혹한기에 베란다에 알몸으로 나가게 하여 여러 개의 담배를 한꺼번에 피우게 했으며, 그때마다 웃지않으면 폭행을 가했다. 폭행을 가하다가 넘어진 여학생이 카세트에 머리를 부딪혀 경련을 일으키자, 이를 꾀병이라며 16킬로그램에 달하는 쇠아령을 복부에 던지는 등 여러 가혹한 폭행을 하여 여학생이 반응을 않자 몸에 휘발유를 발라 불을 붙이는 등 반응을 보이자 불을 끈 뒤 2시간 가까이 폭행을 가했다. 소녀는 방바닥에 기어다니는 살아있는 지네와 바퀴벌레, 종이팩에 포장되어 있던 자신과 가해자들의 소변을 먹어야 했고, 소년B의 대변까지 먹어야 했다. 소년들은 자신의 손을 더럽히지 않기 위해 손과 발에 비닐 봉지를 씌우기 등의 폭행을 가했다. 뿐만 아니라 소년B가 데려온 대형 견종과 12시간이 넘는 구강성교를 하거나 B가 공사장에서 갈취한 전동드릴로 자궁을 갈아버리는 범죄역사상 전례가 없을 정도로 극악무도한 짓까지 저질렀다. 소년들 가운데 특히 소년 B의 폭행이 가장 집요하고 극심하여 소녀가 도망가거나 강간하는동안 일체 저항할 수 없도록 턱과 팔, 무릎의 관절을 탈구시켰으며 아킬레스건을 가위로 잘랐고 전라체로 매달아 복부를 구타하는 일은 일상이었다. 소년B는 소녀를 성적으로 매우 굴욕적인 포즈로 있도록 지시한 후, 소년들이 나갔다가 돌아와 포즈가 조금이라도 흐트러져 있으면 더욱더 격렬하게 폭행으로 응수했다.
이러한 일련의 행위들은 소년C의 집에 보관되어 있던 비디오테이프에 일일이 녹화되어 있었다. 고문과 강간, 폭행을 하는 동안에는
방안의 오디오를 최고 볼륨으로 켜놓아
인근의 주민과 행인들까지 비정상적인 소음 때문에 고통받았지만 단 한 명도 그들을 신고하지 않았다.
소녀의 내부 장기는 모조리 터지고 박살이나 파열되어 있었으며 온몸의 근육과 전신의 뼈와 관절, 치아는 단하나도 멀쩡히 붙어있는 것이 없었다. 유기된지 얼마후 가해자들의 말실수로 인해 시체유기 장소가 공개되면서 시신 발견 당시 베테랑 형사들조차 구토를 하고 기절하거나 오열할 만큼 이 세상에서 본 적이 없을 만큼 참혹하여
이 세상의 것이라고는 생각할 수 없을 정도의 상태였다고 한다. 이게 17~18살 고등생들이 벌인 사건이라는 점에서 많은 충격을 받았다고 한다.

### 재판
주범이라고 일컬어지는 네 명은 형사 처분의 근거가 상당하다는 이유로 가정재판소에서 검찰청으로 송치되어, 형사 재판에 회부되었다. 도쿄 고등재판소는 주범 격인 미야노를 징역 20년, 오구라, 미나토, 와타나베를 각각 징역 5년 이상 10년 이하, 징역 5년 이상 9년 이하, 징역 5년 이상 7년 이하에 처했다. 그 외 비교적 혐의점이 작은 세 명의 소년은 소년원에 송치되었다.

### 그 후
'소년 B'로 통칭되었던 부 리더인 가미사쿠 조(출소 후 개명)는 다시 2004년 5월 19일에 또다른 감금치상 사건을 일으켜, 같은해 6월 4일 체포되었다.
소년 A 미야노 히로시 역시 마찬가지로 2013년1월 유선사기 혐의로 불구속입건 되었지만
증거불충분으로 인한 무혐의 처분.
아래는 그의 지인의 증언이다.
그들이 지금 어디에 있는지에 관해서는 그다지 좋은 소식이 없습니다. 그들 중 누구도 양심의 가책을 보이지 않았습니다. 그들 모두는 자유를 되찾았고 다른 소녀들과 데이트했다.
2009년 석방된 후 미야노 히로시는 이름을 요코야마로 바꾸었다. 그러나 그는 살인 사건에서 자신의 역할에 대해 매우 솔직한 것으로 알려져 있다. 그 얘기를 하는 동안 그는 마치 자신의 일이 아닌 것처럼 장난스럽고 들뜬 태도를 보인다. 그는 또한 친구들을 바베큐 파티와 스트립 클럽에 데려가고, BMW를 타고 과속하고, 값비싼 브랜드 옷을 입고, 조직 범죄 및 다단계 마케팅 계획과의 관련성을 자랑하는 고급 라이프스타일로도 유명하다.
석방 4년 후인 2013년, 미야노는 사기 혐의로 체포되었다. 그러나 증거가 충분하지 않아 추가 혐의나 선고 없이 석방됐다. 현재 그는 킥복싱 헬스장 단골손님과 좋은 생활을 하고 있는 것으로 알려졌다.
오른쪽 하단에 노란색 텍스트: "그가 가장 좋아하는 말은 "그녀가 토할 정도로 입에 넣었다"이다.
하단에 하얀 글씨: “소문을 들었을 때 믿을 수 없었어요. 그래서 나는 그에게 술을 마시며 물었다. 콘크리트로 둘러싸인 여고생 살인 사건(후루타 준코 살인)의 가해자 중 한 명이 당신이라는 것은 거짓말이죠? 그의 표정이 갑자기 멈추고 창백해졌다. 올해 8월에 있었던 일입니다. 그 다음날, 나는 [Miyano]와 거의 매일을 함께 보냈음에도 불구하고 어떤 연락도 받지 않았습니다.”
사진작가 M씨는 의심스럽다는 표정으로 말했다. M은 상의를 벗은 남성이 벤치에 앉아 피스 사인을 던지고 있는 사진을 공개했다.
"그 남자(Miyano)는 자신을 "K"라고 불렀습니다. 우리는 약 3년 전에 만났습니다. 저는 제가 통근하던 도쿄 서부의 체육관에 합류했습니다. 그는 저에게 큰 형처럼 느껴졌고 그와 어울리는 나를 초대했습니다. 이것은 사진(패널 3, 미야노(K)의 얼굴은 검게 그을린 양복 차림의 세 남자와 픽셀화 된 얼굴의 두 남자)는 이번 여름 초 우리가 가진 바베큐에서 찍은 것입니다. 살인 사건에 대해 알지 못한다… "
1988년 말 후루타 준코의 살인 사건이 기록되었습니다. '가면 속에 숨어 있는 야만인들의 행실'로 일컬어지는 살인사건은 20여년이 지난 지금까지 잘 알려져 있다. 그러나 2009년에 출소한 후 [미야노]가 어떻게 되었는지는 크게 알려지지 않았다.
“나 자신이 그렇게 잔인한 범죄자와 가까이 있을 거라고는 상상도 못했어요. 하지만 돌이켜보면 그가 [Furuta의 살인] 주요 가해자 중 한 명이라는 것을 깨닫는 것은 그리 놀라운 일이 아닙니다. 평소 유도나 성에 대한 이야기를 했고, 여자들과 섹스할 때 "입에 물고 토할 정도로" 자랑을 하기도 했다. 섹스. 그도 43세이고, 그것은 바로 그의 얼굴이다. K를 만난 친구들은 나에게 [Miyano]의 사진을 보내며 의심할 여지 없이 동일인물이라고 말했다.

## 반응과 영향
평론가 아카츠카 유키오는 이 사건을 ‘광연범죄 (狂宴犯罪)’라고 묘사했다. 이 사건을 계기로 일본 지식인층에서는 미성년자라 하여 처벌을 유예하거나 가볍게 처벌해도 되는가 하는 의문이 제기되었다.

### 일반인의 반응
범인이 소년인 것에 대해 같은 나이 또래의 아이를 가진 부모들은 엄청난 충격을 가져다 주었다. 이치카와 일가 살인사건의 피의자인 세키 데루히코는 본 건 피의자들이 모두 징역형에 그친 점을 들며 자신은 이 사건의 피의자들에 비해 별 것 아니라고 주장했다.

### 서적·영화화
2003년, 이 사건을 바탕으로 한 논픽션 소설 〈17세, 악의 이력서〉가 출판되었다. 다음 해인 2004년에는 영화 〈콘크리트〉가 〈17세, 악의 이력서〉를 원작으로 영화화되었다. 이 영화의 개봉을 둘러싸고, 사건의 잔혹성과 ‘굳이 영화화 할 필요가 있었는가’에 대한 의견이 인터넷을 통해 급속히 펴져, 극장 상영 반대 의견이 많았다. 그 영향으로 5월 29일에 예정되어 있던 개봉은 중단되었지만 그 후, 다른 극장에서 7월 3일부터 7월 9일까지 일주일간만 공개되었다.
제작자 측에 의하면, 대기업 대여점에서도 이 영화의 비디오나 DVD를 취급하지 말라는 의견이 많았다고 한다. 이 영화의 등급은 ‘R-15’로 15세 관람가였다.

## 관련 서적
- 〈우리 아이가, 왜! - 여고생 콘크리트 살인사건〉, 사세 미노루, 소시샤(草思社) ISBN 4-7942-0390-X(1990년 10월)
- 〈하루살이집 여고생 감금 살인사건〉, 요코카와 카즈오&호사카 와타루, 주식회사 교도 통신사 ISBN 4-7641-0251-X(1990년 12월)
- 〈여고생 콘크리트 살인사건 - 그녀의 억울함을 알아요?〉, 카도노 하루코, 여자 통신사(1990년 12월)
- 〈소년의 거리〉, 후지이 세이지 교육 사료 출판회 ISBN 4-87652-230-8 (1992년 6월)
- 〈살인 현장을 거닐다〉, 하치스 아츠시, 밀리언 출판 ISBN 4-8130-1081-4(2003년 7월)
- 〈17세, 악의 이력서-여고생 콘크리트 살인사건〉, 아츠미 죠지, 작품사, ISBN 4-87893-572-3(2003년 8월)

## 같이 보기
- 나고야 아베크 살인 사건
- 김해 여고생 살인 사건
- 사세보 여고생 살해 사건
- 가와사키시 중1 남학생 피살 사건
- 니가타 소녀 감금 사건